# Cinemax 2
Cinemax 2 je premium filmski kanal koji proizvodi HBO Central Europe. Cinemax 2 emitira iste sadržaje kao i glavni Cinemax kanal samo s 24 sata zakašnjenja. Dostupan je u evotv-u, MAXtv-u, B.net-u i Total TVu istom paketu kao i Cinemax.

## Vanjske poveznice
- Službene stranice Cinemax Hrvatska  Arhivirana inačica izvorne stranice od 18. listopada 2016. (Wayback Machine)